# Hugo Vondřejc
Hugo Vondřejc (Prakovce, 12 agosto 1910 – Praga, 15 novembre 1979) è stato un pallanuotista cecoslovacco che ha partecipato ai Giochi di Berlino 1936.